# 毛利太郎左衛門
毛利太郎左衛門 (生年不明 - 1654)は、安土桃山時代から江戸時代前期にかけての奉行。
徳川家康、徳川頼宣家臣。紀伊毛利家始祖、志摩守。

## 来歴
慶長七年(1602年) 7月11日、石見銀山が最も銀を産出していた時期に、徳川家康に石見銀山での職務で召し抱えられる。
その後、年月日は不明だが常陸国行きを仰せ付かった後、元和元年(1615年) 徳川頼宜の家臣となる。
元和五年(1619年) 徳川頼宜が紀州入国の際お供し、御腰物奉行、御祐筆衆として紀州徳川藩家臣となる。
元和八年(1623年) 隠居し、子の毛利太郎右衛門が家督を相続。
承応三年(1654年) 5月13日 病死。

## 子孫

### 紀州徳川藩家臣
- 毛利太郎右衛門（子、太郎右衛門淸里、天和二年(1682年) 病死）
- 毛利千五郎（孫）[5]
- 毛利四郎左衛門
- 毛利嘉一郎 (右膳淸栄、文化七年(1810年) 西濱御殿勤番、天保四年(1833年)4月病死) [6]
- 毛利信楠淸宜（嘉一郎の子）
- 毛利貞二郎（毛利喬の父）

### 大日本帝国陸軍
- 毛利喬